# Campeonato Mundial de Natación de 2017
El XVII Campeonato Mundial de Natación se celebró en Budapest (Hungría) entre el 14 y el 30 de julio de 2017 bajo la organización de la Federación Internacional de Natación (FINA) y la Federación Húngara de Natación.
Se realizaron competiciones de natación, natación sincronizada, saltos, saltos de gran altura, natación en aguas abiertas y waterpolo.

## Sede
Originalmente la FINA concedió en julio de 2011 el campeonato a la ciudad de Guadalajara (México), pero la Federación Mexicana de Natación declinó la realización del evento en febrero de 2015 por problemas de financiación.
El 11 de marzo de 2015, la FINA otorgó a la capital húngara la sede del Mundial, ciudad que había sido elegida previamente para albergar el Mundial de 2021.

## Instalaciones
Las instalaciones utilizadas por deporte son:
- Arena Danubio: natación, natación sincronizada y saltos
- Lago Balatón (Balatonfüred): natación en aguas abiertas
- Río Danubio (enfrente de la plaza Batthyány): saltos de gran altura
- Centro Nacional de Natación Alfréd Hajós: waterpolo

## Calendario
| ● | Ceremonia de apertura | ● | Preliminares | 1 | Finales | ● | Ceremonia de clausura |

| Julio de 2017              | 14 vie | 15 sáb | 16 dom | 17 lun | 18 mar | 19 mié | 20 jue | 21 vie | 22 sáb | 23 dom | 24 lun | 25 mar | 26 mié | 27 jue | 28 vie | 29 sáb | 30 dom | Finales por deporte |
| -------------------------- | ------ | ------ | ------ | ------ | ------ | ------ | ------ | ------ | ------ | ------ | ------ | ------ | ------ | ------ | ------ | ------ | ------ | ------------------- |
| Ceremonias                 |        |        |        |        |        |        |        |        |        |        |        |        |        |        |        |        |        |                     |
| Saltos                     | ●      | 3      | 2      | 2      | 1      | 1      | 1      | 1      | 2      |        |        |        |        |        |        |        |        | 13                  |
| Saltos de gran altura      |        |        |        |        |        |        |        |        |        |        |        |        |        |        | ●      | 1      | 1      | 2                   |
| Natación en aguas abiertas |        | 1      | 1      |        | 1      | 1      | 1      | 2      |        |        |        |        |        |        |        |        |        | 7                   |
| Natación                   |        |        |        |        |        |        |        |        |        | 4      | 4      | 5      | 5      | 5      | 5      | 6      | 8      | 42                  |
| Natación sincronizada      | ●      | 1      | 1      | 1      | 1      | 1      | 1      | 1      | 2      |        |        |        |        |        |        |        |        | 9                   |
| Waterpolo                  |        |        | ●      | ●      | ●      | ●      | ●      | ●      | ●      | ●      | ●      | ●      | ●      | ●      | 1      | 1      |        | 2                   |
| Finales por día            | –      | 5      | 4      | 3      | 3      | 3      | 3      | 4      | 4      | 4      | 4      | 5      | 5      | 5      | 6      | 8      | 9      | 75                  |

## Resultados de natación

### Masculino
| Evento                           | Oro                                                                              | Plata                                                                                       | Bronce                                                                                |
| -------------------------------- | -------------------------------------------------------------------------------- | ------------------------------------------------------------------------------------------- | ------------------------------------------------------------------------------------- |
| 50 m libre (29.07)               | Caeleb Dressel Estados Unidos 21,15                                              | Bruno Fratus · Brasil · 21,27                                                               | Benjamin Proud Reino Unido 21,43                                                      |
| 100 m libre (27.07)              | Caeleb Dressel Estados Unidos 47,17                                              | Nathan Adrian Estados Unidos 47,87                                                          | Mehdy Metella Francia 47,89                                                           |
| 200 m libre (25.07)              | Sun Yang China 1:44,39                                                           | Townley Haas Estados Unidos 1:45,04                                                         | Alexandr Krasnyj · Rusia · 1:45,23                                                    |
| 400 m libre (23.07)              | Sun Yang China 3:41,38                                                           | Mackenzie Horton Australia 3:43,85                                                          | Gabriele Detti · Italia · 3:43,93                                                     |
| 800 m libre (26.07)              | Gabriele Detti · Italia · 7:40,77                                                | Wojciech Wojdak · Polonia · 7:41,73                                                         | Gregorio Paltrinieri · Italia · 7:42,44                                               |
| 1500 m libre (30.07)             | Gregorio Paltrinieri · Italia · 14:35,85                                         | Myjailo Romanchuk · Ucrania · 14:37,14                                                      | Mackenzie Horton Australia 14:47,70                                                   |
| 50 m espalda (30.07)             | Camille Lacourt Francia 24,35                                                    | Junya Koga Japón 24,51                                                                      | Matthew Grevers Estados Unidos 24,56                                                  |
| 100 m espalda (25.07)            | Xu Jiayu China 52,44                                                             | Matthew Grevers Estados Unidos 52,48                                                        | Ryan Murphy Estados Unidos 52,59                                                      |
| 200 m espalda (28.07)            | Yevgueni Rylov · Rusia · 1:53,61                                                 | Ryan Murphy Estados Unidos 1:54,21                                                          | Jacob Pebley Estados Unidos 1:55,06                                                   |
| 50 m braza (26.07)               | Adam Peaty Reino Unido 25,99                                                     | João Gomes · Brasil · 26,52                                                                 | Cameron van der Burgh Sudáfrica 26,60                                                 |
| 100 m braza (24.07)              | Adam Peaty Reino Unido 57,47                                                     | Kevin Cordes Estados Unidos 58,79                                                           | Kiril Prigoda · Rusia · 59,05                                                         |
| 200 m braza (28.07)              | Anton Chupkov · Rusia · 2:06,96                                                  | Yasuhiro Koseki Japón 2:07,29                                                               | Ippei Watanabe Japón 2:07,49                                                          |
| 50 m mariposa (24.07)            | Benjamin Proud Reino Unido 22,75                                                 | Nicholas Santos · Brasil · 22,79                                                            | Andri Hovorov · Ucrania · 22,84                                                       |
| 100 m mariposa (29.07)           | Caeleb Dressel Estados Unidos 49,86                                              | Kristóf Milák · Hungría · 50,62                                                             | Joseph Schooling Singapur James Guy Reino Unido 50,83                                 |
| 200 m mariposa (26.07)           | Chad le Clos Sudáfrica 1:53,33                                                   | László Cseh · Hungría · 1:53,72                                                             | Daiya Seto Japón 1:54,21                                                              |
| 200 m cuatro estilos (27.07)     | Chase Kalisz Estados Unidos 1:55,56                                              | Kosuke Hagino Japón 1:56,01                                                                 | Wang Shun China 1:56,28                                                               |
| 400 m cuatro estilos (30.07)     | Chase Kalisz Estados Unidos 4:05,90                                              | Dávid Verrasztó · Hungría · 4:08,38                                                         | Daiya Seto Japón 4:09,14                                                              |
| 4 × 100 m libre (23.07)          | Estados Unidos Caeleb Dressel Townley Haas Blake Pieroni Nathan Adrian 3:10,06   | Brasil · Gabriel Santos · Marcelo Chierighini · César Cielo · Bruno Fratus · 3:10,34        | Hungría · Dominik Kozma · Nándor Németh · Péter Holoda · Richárd Bohus · 3:11,99      |
| 4 × 200 m libre (28.07)          | Reino Unido Stephen Milne Nicholas Grainger Duncan Scott James Guy 7:01,70       | Rusia · Mijail Dovgaliuk · Mijail Vekovishchev · Danila Izotov · Alexandr Krasnyj · 7:02,68 | Estados Unidos Blake Pieroni Townley Haas Jack Conger Zane Grothe 7:03,18             |
| 4 × 100 m cuatro estilos (30.07) | Estados Unidos Matthew Grevers Kevin Cordes Caeleb Dressel Nathan Adrian 3:27,91 | Reino Unido Chris Walker-Hebborn Adam Peaty James Guy Duncan Scott 3:28,95                  | Rusia · Yevgueni Rylov · Kiril Prigoda · Alexandr Popkov · Vladimir Morozov · 3:29,76 |

### Femenino
| Evento                           | Oro                                                                                | Plata                                                                                         | Bronce                                                                                         |
| -------------------------------- | ---------------------------------------------------------------------------------- | --------------------------------------------------------------------------------------------- | ---------------------------------------------------------------------------------------------- |
| 50 m libre (30.07)               | Sarah Sjöström · Suecia · 23,67                                                    | Ranomi Kromowidjojo · Países Bajos · 23,85                                                    | Simone Manuel Estados Unidos 23,97                                                             |
| 100 m libre (28.07)              | Simone Manuel Estados Unidos 52,27                                                 | Sarah Sjöström · Suecia · 52,31                                                               | Pernille Blume Dinamarca 52,69                                                                 |
| 200 m libre (26.07)              | Federica Pellegrini · Italia · 1:54,73                                             | Katie Ledecky Estados Unidos Emma McKeon Australia 1:55,18                                    | —                                                                                              |
| 400 m libre (23.07)              | Katie Ledecky Estados Unidos 3:58,34                                               | Leah Smith Estados Unidos 4:01,54                                                             | Li Bingjie China 4:03,25                                                                       |
| 800 m libre (29.07)              | Katie Ledecky Estados Unidos 8:12,68                                               | Li Bingjie China 8:15,46                                                                      | Leah Smith Estados Unidos 8:17,22                                                              |
| 1500 m libre (25.07)             | Katie Ledecky Estados Unidos 15:31,82                                              | Mireia Belmonte · España · 15:50,89                                                           | Simona Quadarella · Italia · 15:53,86                                                          |
| 50 m espalda (27.07)             | Etiene Medeiros · Brasil · 27,14                                                   | Fu Yuanhui China 27,15                                                                        | Aliaxandra Herasimenia · Bielorrusia · 27,23                                                   |
| 100 m espalda (25.07)            | Kylie Masse · Canadá · 58,10 RM                                                    | Kathleen Baker Estados Unidos 58,58                                                           | Emily Seebohm Australia 58,59                                                                  |
| 200 m espalda (29.07)            | Emily Seebohm Australia 2:05,68                                                    | Katinka Hosszú · Hungría · 2:05,85                                                            | Kathleen Baker Estados Unidos 2:06,48                                                          |
| 50 m braza (30.07)               | Lilly King Estados Unidos 29,40 RM                                                 | Yuliya Yefimova · Rusia · 29,57                                                               | Katie Meili Estados Unidos 29,99                                                               |
| 100 m braza (25.07)              | Lilly King Estados Unidos 1:04,13 RM                                               | Katie Meili Estados Unidos 1:05,03                                                            | Yuliya Yefimova · Rusia · 1:05,05                                                              |
| 200 m braza (28.07)              | Yuliya Yefimova · Rusia · 2:19,64                                                  | Bethany Galat Estados Unidos 2:21,77                                                          | Shi Jinglin China 2:21,93                                                                      |
| 50 m mariposa (29.07)            | Sarah Sjöström · Suecia · 24,60                                                    | Ranomi Kromowidjojo · Países Bajos · 25,38                                                    | Farida Osman · Egipto · 25,39                                                                  |
| 100 m mariposa (24.07)           | Sarah Sjöström · Suecia · 55,53                                                    | Emma McKeon Australia 56,18                                                                   | Kelsi Worrell Estados Unidos 56,37                                                             |
| 200 m mariposa (27.07)           | Mireia Belmonte · España · 2:05,26                                                 | Franziska Hentke · Alemania · 2:05,39                                                         | Katinka Hosszú · Hungría · 2:06,02                                                             |
| 200 m cuatro estilos (24.07)     | Katinka Hosszú · Hungría · 2:07,00                                                 | Yui Ohashi Japón 2:07,91                                                                      | Madisyn Cox Estados Unidos 2:09,71                                                             |
| 400 m cuatro estilos (30.07)     | Katinka Hosszú · Hungría · 4:29,33                                                 | Mireia Belmonte · España · 4:32,17                                                            | Sydney Pickrem · Canadá · 4:32,88                                                              |
| 4 × 100 m libre (23.07)          | Estados Unidos Mallory Comerford Kelsi Worrell Katie Ledecky Simone Manuel 3:31,72 | Australia Shayna Jack Bronte Campbell Brittany Elmslie Emma McKeon 3:32,01                    | Países Bajos · Kim Busch · Femke Heemskerk · Maud van der Meer · Ranomi Kromowidjojo · 3:32,64 |
| 4 × 200 m libre (27.07)          | Estados Unidos Leah Smith Mallory Comerford Melanie Margalis Katie Ledecky 7:43,39 | China Ai Yanhan Liu Zixuan Zhang Yuhan LI Bingjie 7:44,96                                     | Australia Madison Wilson Emma McKeon Kotuku Ngawati Ariarne Titmus 7:48,51                     |
| 4 × 100 m cuatro estilos (30.07) | Estados Unidos Kathleen Baker Lilly King Kelsi Worrell Simone Manuel 3:51,55 RM    | Rusia · Anastasiya Fesikova · Yuliya Yefimova · Svetlana Chimrova · Veronika Popova · 3:53,58 | Australia Emily Seebohm Taylor McKeown Emma McKeon Bronte Campbell 3:54,29                     |

### Mixto
| Evento                           | Oro                                                                                    | Plata                                                                                        | Bronce |
| -------------------------------- | -------------------------------------------------------------------------------------- | -------------------------------------------------------------------------------------------- | --- |
| 4 × 100 m libre (29.07)          | Estados Unidos Caeleb Dressel Nathan Adrian Mallory Comerford Simone Manuel 3:19,60 RM | Países Bajos · Ben Schwietert · Kyle Stolk · Femke Heemskerk · Ranomi Kromowidjojo · 3:21,81 | Canadá · Yuri Kisil · Javier Acevedo · Chantal Van Landeghem · Penny Oleksiak · 3:23,55                                                   |
| 4 × 100 m cuatro estilos (26.07) | Estados Unidos Matthew Grevers Lilly King Caeleb Dressel Simone Manuel 3:38,56 RM      | Australia Mitchell Larkin Daniel Cave Emma McKeon Bronte Campbell 3:41,21                    | Canadá · Kylie Masse · Richard Funk · Penelope Oleksiak · Yuri Kisil · China · Xu Jiayu · Yan Zibei · Zhang Yufei · Zhu Menghui · 3:41,25 |

### Medallero
| Núm. | País           | Oro | Plata | Bronce | Total |
| ---- | -------------- | --- | ----- | ------ | ----- |
| 1    | Estados Unidos | 18  | 10    | 10     | 38    |
| 2    | Reino Unido    | 4   | 1     | 2      | 7     |
| 3    | China          | 3   | 3     | 4      | 10    |
| 3    | Rusia          | 3   | 3     | 4      | 10    |
| 5    | Suecia         | 3   | 1     | 0      | 4     |
| 6    | Italia         | 3   | 0     | 3      | 6     |
| 7    | Hungría        | 2   | 4     | 2      | 8     |
| 8    | Australia      | 1   | 5     | 4      | 10    |
| 9    | Brasil         | 1   | 4     | 0      | 5     |
| 10   | España         | 1   | 2     | 0      | 3     |
| 11   | Canadá         | 1   | 0     | 3      | 4     |
| 12   | Francia        | 1   | 0     | 1      | 2     |
| 12   | Sudáfrica      | 1   | 0     | 1      | 2     |
| 14   | Japón          | 0   | 4     | 3      | 7     |
| 15   | Países Bajos   | 0   | 3     | 1      | 4     |
| 16   | Ucrania        | 0   | 1     | 1      | 2     |
| 17   | Alemania       | 0   | 1     | 0      | 1     |
| 17   | Polonia        | 0   | 1     | 0      | 1     |
| 19   | Bielorrusia    | 0   | 0     | 1      | 1     |
| 19   | Dinamarca      | 0   | 0     | 1      | 1     |
| 19   | Egipto         | 0   | 0     | 1      | 1     |
| 19   | Singapur       | 0   | 0     | 1      | 1     |
|      | TOTAL          | 42  | 43    | 43     | 128   |

## Resultados de saltos

### Masculino
| Evento                               | Oro                                                | Plata                                               | Bronce                                              |
| ------------------------------------ | -------------------------------------------------- | --------------------------------------------------- | --------------------------------------------------- |
| Trampolín 1 m (16.07)                | Peng Jianfeng China 448,40 pts.                    | He Chao China 447,20 pts.                           | Giovanni Tocci · Italia · 444,25 pts.               |
| Trampolín 3 m (20.07)                | Xie Siyi China 547,10                              | Patrick Hausding · Alemania · 526,15                | Ilia Zajarov · Rusia · 505,90                       |
| Plataforma 10 m (22.07)              | Thomas Daley Reino Unido 590,95                    | Chen Aisen China 585,25                             | Yang Jian China 565,15                              |
| Trampolín 3 m sincronizado (15.07)   | Yevgueni Kuznetsov · Ilia Zajarov · Rusia · 450,30 | Cao Yuan Xie Siyi China 443,40                      | Oleh Kolodi · Ilia Kvasha · Ucrania · 429,99        |
| Plataforma 10 m sincronizado (17.07) | Chen Aisen Yang Hao China 498,48                   | Alexandr Bondar · Viktor Minibayev · Rusia · 458,85 | Patrick Hausding · Sascha Klein · Alemania · 440,82 |

### Femenino
| Evento                               | Oro                                   | Plata                                                      | Bronce                                              |
| ------------------------------------ | ------------------------------------- | ---------------------------------------------------------- | --------------------------------------------------- |
| Trampolín 1 m (15.07)                | Maddison Keeney Australia 314,95 pts. | Nadezhda Bazhina · Rusia · 304,70 pts.                     | Elena Bertocchi · Italia · 296,40 pts.              |
| Trampolín 3 m (21.07)                | Shi Tingmao China 383,50              | Wang Han China 359,40                                      | Jennifer Abel · Canadá · 351,55                     |
| Plataforma 10 m (19.07)              | Cheong Jun Hoong Malasia 397,50       | Si Yajie China 396,00                                      | Ren Qian China 391,95                               |
| Trampolín 3 m sincronizado (17.07)   | Shi Tingmao Chang Yani China 333,30   | Melissa Citrini-Beaulieu · Jennifer Abel · Canadá · 323,43 | Kristina Ilinyj · Nadezhda Bazhina · Rusia · 312,60 |
| Plataforma 10 m sincronizado (16.07) | Ren Qian Si Yajie China 352,56        | Kim Mi-Rae Kim Kuk-Hyang Corea del Norte 336,48            | Cheong Jun Hoong Pandelela Pamg Malasia 328,74      |

### Mixto
| Evento                               | Oro                                         | Plata                                                | Bronce                                                       |
| ------------------------------------ | ------------------------------------------- | ---------------------------------------------------- | ------------------------------------------------------------ |
| Trampolín 3 m sincronizado (22.07)   | Wang Han Li Zheng China 323,70 pts.         | Grace Reid Thomas Daley Reino Unido 308,40 pts.      | Jennifer Abel · François Imbeau-Dulac · Canadá · 297,72 pts. |
| Plataforma 10 m sincronizado (15.07) | Ren Qian Lian Junjie China 352,98           | Lois Toulson Matthew Lee Reino Unido 323,28          | Kim Mi-Rae Hyon Il-Myong Corea del Norte 318,12              |
| Equipos (18.07)                      | Francia Laura Marino Matthieu Rosset 406,40 | México · Viviana del Ángel · Rommel Pacheco · 402,35 | Estados Unidos Krysta Palmer David Dinsmore 395,90           |

### Medallero
| Núm. | País            | Oro | Plata | Bronce | Total |
| ---- | --------------- | --- | ----- | ------ | ----- |
| 1    | China           | 8   | 5     | 2      | 15    |
| 2    | Rusia           | 1   | 2     | 2      | 5     |
| 3    | Reino Unido     | 1   | 2     | 0      | 3     |
| 4    | Malasia         | 1   | 0     | 1      | 2     |
| 5    | Australia       | 1   | 0     | 0      | 1     |
| 5    | Francia         | 1   | 0     | 0      | 1     |
| 7    | Canadá          | 0   | 1     | 2      | 3     |
| 8    | Alemania        | 0   | 1     | 1      | 2     |
| 8    | Corea del Norte | 0   | 1     | 1      | 2     |
| 10   | México          | 0   | 1     | 0      | 1     |
| 11   | Italia          | 0   | 0     | 2      | 2     |
| 12   | Estados Unidos  | 0   | 0     | 1      | 1     |
| 12   | Ucrania         | 0   | 0     | 1      | 1     |
|      | TOTAL           | 13  | 13    | 13     | 39    |

## Resultados de saltos de gran altura

### Masculino
| Evento       | Oro                                     | Plata                                           | Bronce                                    |
| ------------ | --------------------------------------- | ----------------------------------------------- | ----------------------------------------- |
| 27 m (30.07) | Steven LoBue Estados Unidos 397,15 pts. | Michal Navrátil · República Checa · 390,90 pts. | Alessandro De Rose · Italia · 379,65 pts. |

### Femenino
| Evento       | Oro                               | Plata                             | Bronce                                  |
| ------------ | --------------------------------- | --------------------------------- | --------------------------------------- |
| 20 m (29.07) | Rhiannan Iffland Australia 320,70 | Adriana Jiménez · México · 308,90 | Yana Nestsiarava · Bielorrusia · 303,95 |

### Medallero
| Núm. | País            | Oro | Plata | Bronce | Total |
| ---- | --------------- | --- | ----- | ------ | ----- |
| 1    | Australia       | 1   | 0     | 0      | 1     |
| 1    | Estados Unidos  | 1   | 0     | 0      | 1     |
| 3    | México          | 0   | 1     | 0      | 1     |
| 3    | República Checa | 0   | 1     | 0      | 1     |
| 5    | Bielorrusia     | 0   | 0     | 1      | 1     |
| 5    | Italia          | 0   | 0     | 1      | 1     |
|      | TOTAL           | 2   | 2     | 2      | 6     |

## Resultados de natación en aguas abiertas

### Masculino
| Evento        | Oro                                        | Plata                                       | Bronce                                    |
| ------------- | ------------------------------------------ | ------------------------------------------- | ----------------------------------------- |
| 5 km (15.07)  | Marc-Antoine Olivier Francia 54:31,40      | Mario Sanzullo · Italia · 54:32,10          | Timothy Shuttleworth Reino Unido 54:42,10 |
| 10 km (18.07) | Ferry Weertman · Países Bajos · 1:51:58,50 | Jordan Wilimovsky Estados Unidos 1:51:58,60 | Marc-Antoine Olivier Francia 1:51:59,20   |
| 25 km (21.07) | Axel Reymond Francia 5:02:46,40            | Matteo Furlan · Italia · 5:02:47,00         | Yevgueni Drattsev · Rusia · 5:02:49,80    |

### Femenino
| Evento        | Oro                                     | Plata                                             | Bronce                                                           |
| ------------- | --------------------------------------- | ------------------------------------------------- | ---------------------------------------------------------------- |
| 5 km (19.07)  | Ashley Twichell Estados Unidos 59:07,00 | Aurélie Muller Francia 59:10,50                   | Ana Marcela Cunha · Brasil · 59:11,40                            |
| 10 km (16.07) | Aurélie Muller Francia 2:00:13,70       | Samantha Arévalo · Ecuador · 2:00:17,00           | Arianna Bridi · Italia · Ana Marcela Cunha · Brasil · 2:00:17,20 |
| 25 km (21.07) | Ana Marcela Cunha · Brasil · 5:21:58,40 | Sharon van Rouwendaal · Países Bajos · 5:22:20,80 | Arianna Bridi · Italia · 5:22:08,20                              |

### Mixto
| Evento                   | Oro                                                                                  | Plata                                                                                  | Bronce                                                                                        |
| ------------------------ | ------------------------------------------------------------------------------------ | -------------------------------------------------------------------------------------- | --------------------------------------------------------------------------------------------- |
| 5 km por equipos (20.07) | Francia Océane Cassignol Logan Fontaine Aurélie Muller Marc-Antoine Olivier 54:05,90 | Estados Unidos Brendan Casey Ashley Twichell Haley Anderson Jordan Wilimovsky 54:18,10 | Italia · Rachele Bruni · Giulia Gabbrielleschi · Federico Vanelli · Mario Sanzullo · 54:31,00 |

### Medallero
| Núm. | País           | Oro | Plata | Bronce | Total |
| ---- | -------------- | --- | ----- | ------ | ----- |
| 1    | Francia        | 4   | 1     | 1      | 6     |
| 2    | Estados Unidos | 1   | 2     | 0      | 3     |
| 3    | Países Bajos   | 1   | 1     | 0      | 2     |
| 4    | Brasil         | 1   | 0     | 2      | 3     |
| 5    | Italia         | 0   | 2     | 3      | 5     |
| 6    | Ecuador        | 0   | 1     | 0      | 1     |
| 7    | Reino Unido    | 0   | 0     | 1      | 1     |
| 7    | Rusia          | 0   | 0     | 1      | 1     |
|      | TOTAL          | 7   | 7     | 8      | 22    |

## Resultados de natación sincronizada

### Femenino
| Evento                        | Oro | Plata | Bronce |
| ----------------------------- | --- | --- | --- |
| Solo rutina técnica (15.07)   | Svetlana Kolesnichenko · Rusia · 95,2036 pts. | Ona Carbonell · España · 93,6534 pts. | Anna Voloshyna · Ucrania · 91,9992 pts. |
| Solo prueba libre (19.07)     | Svetlana Kolesnichenko · Rusia · 96,1333 | Ona Carbonell · España · 95,0333 | Anna Voloshyna · Ucrania · 93,3000 |
| Dúo rutina técnica (16.07)    | Svetlana Kolesnichenko · Alexandra Patskevich · Rusia · 95,0515 | Jiang Tingting Jiang Wenwen China 94,0775 | Anna Voloshyna · Yelyzaveta Yajno · Ucrania · 92,6482 |
| Dúo prueba libre (20.07)      | Svetlana Kolesnichenko · Alexandra Patskevich · Rusia · 97,0000 | Jiang Tingting Jiang Wenwen China 95,3000 | Anna Voloshyna · Yelyzaveta Yajno · Ucrania · 93,2667 |
| Equipo rutina técnica (18.07) | Anastasiya Bayandina · Daria Bayandina · Vlada Chiguiriova · Maryna Goliadkina · Veronika Kalinina · Polina Komar · Mariya Shurochkina · Darina Valitova · Rusia · 96,0109 | Feng Yu Guo Li Liang Xinping Tang Mengni Wang Liuyi Wang Qianyi Xiao Yanning Yin Chengxin China 94,2165 | Sakiko Akutsu Juka Fukumura Yukiko Inui Minami Kono Kei Marumo Kanami Nakamaki Mai Nakamura Kano Omata Japón 93,1590                                                          |
| Equipo prueba libre (21.07)   | Anastasiya Bayandina · Daria Bayandina · Vlada Chiguiriova · Maryna Goliadkina · Veronika Kalinina · Polina Komar · Mariya Shurochkina · Darina Valitova · Rusia · 97,3000 | Chang Hao Feng Yu Guo Li Liang Xinping Tang Mengni Xiao Yanning Yin Chengxin Yu Lele China 95,2333 | Maryna Alexiva · Vladyslava Alexiva · Valeriya Aprielieva · Olexandra Kashuba · Anastasiya Savchuk · Xeniya Sydorenko · Anna Voloshyna · Yelyzaveta Yajno · Ucrania · 93,9333 |
| Combinación libre (22.07)     | Chang Hao Feng Yu Guo Li Liang Xinping Tang Mengni Wang Liuyi Wang Qianyi Xiao Yanning Yin Chengxin Yu Lele China 96,1000                                                  | Maryna Alexiva · Vladyslava Alexiva · Valeriya Aprielieva · Olexandra Kashuba · Yana Nariezhna · Anastasiya Savchuk · Alina Shynkarenko · Xeniya Sydorenko · Anna Voloshyna · Yelyzaveta Yajno · Ucrania · 94,0000 | Sakiko Akutsu Juka Fukumura Yukiko Inui Minami Kono Kei Marumo Kanami Nakamaki Mai Nakamura Kano Omata Yuriko Osawa Asuka Tasaki Japón 93,2000                                |

### Mixto
| Evento                     | Oro                                                       | Plata                                                      | Bronce                                                |
| -------------------------- | --------------------------------------------------------- | ---------------------------------------------------------- | ----------------------------------------------------- |
| Dúo rutina técnica (17.07) | Manila Flamini · Giorgio Minisini · Italia · 90,2979 pts. | Mijaela Kalancha · Alexandr Maltsev · Rusia · 90,2639 pts. | Kanako Spendlove Bill May Estados Unidos 87,6682 pts. |
| Dúo prueba libre (22.07)   | Mijaela Kalancha · Alexandr Maltsev · Rusia · 92,6000     | Mariangela Perrupato · Giorgio Minisini · Italia · 91,1000 | Kanako Spendlove Bill May Estados Unidos 88,7667      |

### Medallero
| Núm. | País           | Oro | Plata | Bronce | Total |
| ---- | -------------- | --- | ----- | ------ | ----- |
| 1    | Rusia          | 7   | 1     | 0      | 8     |
| 2    | China          | 1   | 4     | 0      | 5     |
| 3    | Italia         | 1   | 1     | 0      | 2     |
| 4    | España         | 0   | 2     | 0      | 2     |
| 5    | Ucrania        | 0   | 1     | 5      | 6     |
| 6    | Estados Unidos | 0   | 0     | 2      | 2     |
| 6    | Japón          | 0   | 0     | 2      | 2     |
|      | TOTAL          | 9   | 9     | 9      | 27    |

## Resultados de waterpolo
| Evento            | Oro            | Plata   | Bronce |
| ----------------- | -------------- | ------- | ------ |
| Masculino (29.07) | Croacia        | Hungría | Serbia |
| Femenino (28.07)  | Estados Unidos | España  | Rusia  |

### Medallero
| Núm. | País           | Oro | Plata | Bronce | Total |
| ---- | -------------- | --- | ----- | ------ | ----- |
| 1    | Croacia        | 1   | 0     | 0      | 1     |
| 1    | Estados Unidos | 1   | 0     | 0      | 1     |
| 3    | España         | 0   | 1     | 0      | 1     |
| 3    | Hungría        | 0   | 1     | 0      | 1     |
| 5    | Rusia          | 0   | 0     | 1      | 1     |
| 5    | Serbia         | 0   | 0     | 1      | 1     |
|      | TOTAL          | 2   | 2     | 2      | 6     |

## Medallero total
| Núm. | País            | Oro | Plata | Bronce | Total |
| ---- | --------------- | --- | ----- | ------ | ----- |
| 1    | Estados Unidos  | 21  | 12    | 13     | 46    |
| 2    | China           | 12  | 12    | 6      | 30    |
| 3    | Rusia           | 11  | 6     | 8      | 25    |
| 4    | Francia         | 6   | 1     | 2      | 9     |
| 5    | Reino Unido     | 5   | 3     | 3      | 11    |
| 6    | Italia          | 4   | 3     | 9      | 16    |
| 7    | Australia       | 3   | 5     | 4      | 12    |
| 8    | Suecia          | 3   | 1     | 0      | 4     |
| 9    | Hungría         | 2   | 5     | 2      | 9     |
| 10   | Brasil          | 2   | 4     | 2      | 8     |
| 11   | España          | 1   | 5     | 0      | 6     |
| 12   | Países Bajos    | 1   | 4     | 1      | 6     |
| 13   | Canadá          | 1   | 1     | 5      | 7     |
| 14   | Malasia         | 1   | 0     | 1      | 2     |
| 14   | Sudáfrica       | 1   | 0     | 1      | 2     |
| 16   | Croacia         | 1   | 0     | 0      | 1     |
| 17   | Japón           | 0   | 4     | 5      | 9     |
| 18   | Ucrania         | 0   | 2     | 7      | 9     |
| 19   | Alemania        | 0   | 2     | 1      | 3     |
| 20   | México          | 0   | 2     | 0      | 2     |
| 21   | Corea del Norte | 0   | 1     | 1      | 2     |
| 22   | Ecuador         | 0   | 1     | 0      | 1     |
| 22   | Polonia         | 0   | 1     | 0      | 1     |
| 22   | República Checa | 0   | 1     | 0      | 1     |
| 25   | Bielorrusia     | 0   | 0     | 2      | 2     |
| 26   | Dinamarca       | 0   | 0     | 1      | 1     |
| 26   | Egipto          | 0   | 0     | 1      | 1     |
| 26   | Serbia          | 0   | 0     | 1      | 1     |
| 26   | Singapur        | 0   | 0     | 1      | 1     |
|      | TOTAL           | 75  | 76    | 77     | 228   |